# Rivière Depot
Pour les articles homonymes, voir Depot.
La rivière Depot (anglais : Depot Stream) est un affluent de la Grande rivière Noire (fleuve Saint-Jean), coulant dans les cantons T12 R17 Wels, T13 R16 Wels et T14 R15 Wels, dans le comté d’Aroostook, dans le North Maine Woods, dans le nord du Maine, aux États-Unis.
Son cours se situe entièrement en région forestière dans une vallée enclavée de montagnes.
Le bassin versant de la rivière Depot est accessible par quelques routes forestières du Maine.

## Géographie
La source de la rivière Depot se trouve à l’embouchure du Little Presley Lake (français : Petit lac Presley,longueur : 0,8 km; altitude : 367 m), dans le canton T12 R17 WELS, dans de North Maine Woods, dans le Maine. Ce lac est situé dans une petite vallée entre deux montagnes (celle à l’Ouest atteint 448 m d’altitude et celle à l’Est atteint 408 m).
Cette source est située à:
- 4,6 km au Sud-Est de la frontière entre le Québec et le Maine;
- 16,7 km au Sud-Ouest du Mont Depot (anglais : Depot Mountain);
- 29,6 km au Sud-Ouest de la confluence de la « Rivière Depot»;
- 6,3 km à l’Est du Lac Frontière (Montmagny), au Québec.

À partir de l’embouchure du Little Presley Lake, la rivière Depot coule sur 46,2 km comme suit:
Cours supérieur de la rivière Depot (segment de 16,1 km)
- 0,8 km vers le Nord-Est dans le Maine, jusqu’à la rive Sud-Ouest du « Mud Pond »;
- 0,8 km vers le Nord-Est en traversant le « Mud Pond » (altitude : 364 m) sur sa pleine longueur, jusqu’à l’embouchure;
- 2,4 km vers le Nord-Est en coupant une route forestière et en traversant une zone de marais dans la deuxième moitié du segment, jusqu’à la confluence d’un ruisseau (venant du Sud-Ouest);
- 3,4 km vers le Nord en traversant une étroite zone de marais, jusqu’à un ruisseau (venant du Nord-Ouest lequel draine une grande zone de marais, comportant des dizaines de petits lacs);
- 2,8 km vers l’Est, jusqu’à la décharge (venant du Sud) d’une série de lacs;
- 2,7 km vers le Nord-Est, jusqu’à la rive Ouest du Lac Depot (longueur : 4,0 km; altitude : 326 m);
- 3,2 km vers le Nord en traversant le lac Depot, jusqu’à l’embouchure.

Note : Le Lac Depot s’approvisionne en eau par la partie supérieure de la rivière Depot et par un ruisseau (venant du Sud) lequel constitue la décharge d’une série de lacs et du « Mary L Pond ».
Cours inférieur de la rivière Depot (segment de 30,1 km)
- 2,3 km vers le Nord-Ouest jusqu’au « Glazier Brook »;
- 2,7 km (ou 1,3 km en ligne directe) vers le Nord-Est en serpentant jusqu’au « Brown Brook » (venant du Nord-Ouest, soit du Québec où il est désigné rivière Brown);
- 6,2 km (ou 3,5 km en ligne directe) vers le Nord en serpentant en fin de segment, jusqu’au « Dead Brook » (venant du Nord-Ouest);
- 2,7 km vers le Nord-Est, jusqu’à un ruisseau (venant du Nord-Ouest, soit du Québec);
- 6,5 km vers le Sud-Est en contournant par le Nord le Mont Depot (altitude : 446 m), jusqu’au ruisseau Cunliffe (venant du Sud-Ouest);
- 2,8 km vers le Sud-Est, jusqu’à un ruisseau (venant du Sud);
- 0,8 km vers le Nord-Est, jusqu’à un pont d’une route forestière;
- 2,3 km vers le Nord, jusqu’à un ruisseau (venant du Nord-Ouest);
- 3,8 km vers le Sud-Est en serpentant en fin de segment, jusqu’à la confluence de la rivière[2].

Cette confluence est située à:
- 7,3 km au Sud-Est de la frontière canado-américaine;
- 19,4 km au Sud-Ouest de la confluence de la Grande rivière Noire (fleuve Saint-Jean).

La rivière Depot se déverse sur la rive Sud de la Grande rivière Noire (fleuve Saint-Jean) (anglais : Big Black River) dans le canton T14 R15 Wels, du comté d’Aroostook. Cette dernière coule vers le Nord-Est en zigzaguant, jusqu’à un coude de rivière du fleuve Saint-Jean où elle se déverse sur la rive Ouest. Ce dernier coule vers l’Est, puis vers le Sud-Est en traversant tout le Nouveau-Brunswick et se déverse sur la rive Nord de la baie de Fundy laquelle s’ouvre vers le Sud-Ouest sur l’océan Atlantique.

## Toponymie
Le terme « Depot » est associé à la rivière Depot, au lac Depot et au Mont Depot.